# Griend
Griend (It Gryn en frisón) es un islote arenoso del mar de Frisia. Está situado entre la costa occidental de la provincia de Frisia y la cadena de islas Frisias, de las cuales se considera asimismo que forma parte. Administrativamente, pertenece al municipio de Terschelling, situado unos kilómetros al norte.
Se cree que Griend es lo que queda de una isla que, en la Edad Media era habitada y acogía hasta una pequeña ciudad. Actualmente, está deshabitado y es un área natural de especial interés ornitológico. Tiene una pequeña casita utilizada durante el verano por los biólogos.
El islote no cuenta con diques que la protejan (a diferencia de la mayoría de otras islas frisias) o fijen su posición, de manera que se desplaza lentamente hacia el este (por efecto de la erosión en un lado y acreción en el otro).